# 2-Merkaptopiridin
2-Merkaptopiridin je organosumporno jedinjenje sa formulom . Ova žuta kristalna čvrsta materija je derivat piridina. Ovo jedinjenje i njegovi derivati prvenstveno služe kao acilacini agensi. Mali broj drugih primena 2-merkaptopiridina obuhvata njegovu primenu kao protektivna grupa za amine i imide kao i formiranje selektivnih redokujućih agenasa. 2-Merkaptopiridin se oksiduje do 2,2’-dipiridil disulfida.

## Priprema
2-Merkaptopiridin je originalno sinteisan 1931. zagrevanjem 2-hloropiridina sa kalcijum hidrogen sulfidom.